# Leptataspis papua
Leptataspis papua är en insektsart som först beskrevs av Jacobi 1905.  Leptataspis papua ingår i släktet Leptataspis och familjen spottstritar. Inga underarter finns listade i Catalogue of Life.